# Condado de Schley
O Condado de Schley é um dos 159 condados do Estado americano de Geórgia. A sede do condado é Ellaville, e sua maior cidade é Ellaville. O condado possui uma área de 435 km², uma população de 3 766 habitantes, e uma densidade populacional de 9 hab/km² (segundo o censo nacional de 2000). O condado foi fundado em 22 de dezembro de 1857.